# Матвейщево
Матвейщево — село в Юрьев-Польском районе Владимирской области России, входит в состав Симского сельского поселения.

## География
Село расположено в 3 км на юго-запад от центра поселения села Сима и в 25 км на северо-запад от райцентра города Юрьев-Польский.

## История
Матвеищево в старинные времена было вотчиной Великих князей и Царей Московских. В первый раз село упоминается в духовной грамоте Великого книязя Василия Васильевича, написанной в 1462 году, в этой грамоте Василий Васильевич пожаловал село Матвеищево своей супруге княгине Марье Ярославовне. Дворцовой вотчиной Матвеищево значится и в патриарших книгах XVII века. Во второй половине XV столетия в селе уже существовала приходская церковь. В окладных книгах патриаршего казенного приказа 1628 года имеется запись о церкви Воскресенья Христово в дворцовом селе Матвеищево. В 1838 года вместо деревянной церкви, сгоревшей от удара молнии, прихожане, по благословению Владимирского Архиепископа Парфения, построили каменную церковь с двумя престолами: в холодной — в честь Воскресения Христова и в теплом приделе — во имя святых бессеребряников Козьмы и Дамиана. В 1867 году на средства прихожан при церкви построена каменная колокольня. В 1893 году приход состоял из одного села Матвеищева, в котором числилось 70 дворов, мужчин — 223, женщин — 257. С 1895 года в селе существовала церковно-приходская школа, посещавшаяся в доме псаломщика. В годы Советской Власти церковь была полностью разрушена.  
В конце XIX — начале XX века село входило в состав Симской волости Юрьевского уезда.
С 1929 года село входило в состав Стряпковского сельсовета Юрьев-Польского района, с 1959 года — центр Матвейщевского сельсовета, с 2005 года — в составе Симского сельского поселения.
До 2011 года в селе действовала Матвейщевская основная общеобразовательная школа.

## Население
| 1859 | 1905 | 2002 | 2010 | 2021 |
| ---- | ---- | ---- | ---- | ---- |
| 279  | ↗537 | ↘444 | ↘349 | ↘237 |

## Инфраструктура
В селе расположены клуб, фельдшерско-акушерский пункт, отделение связи, сельхозпредприятие СПК «Матвейщево».